# Alexandra hohenlohe–langenburgi hercegné
Alexandra hohenlohe–langenburgi hercegné, született Alexandra edinburgh-i hercegnő (angolul: Princess Alexandra of Edinburgh and Saxe–Coburg and Gotha, németül: Prinzessin Alexandra von Sachsen–Coburg und Gotha, Fürstin zu Hohenlohe–Langenburg, teljes nevén Alexandra Louise Olga Victoria; Coburg, 1878. szeptember 1. – Schwäbisch Hall, 1942. április 16.) edinburgh-i és szász–coburg–gothai hercegnő, házassága révén Hohenlohe–Langenburg hercegnéje.

## Élete
Alexandra – családi körökben Sandra – 1878-ban született Alfréd brit királyi és szász–coburg–gothai herceg és Marija Alekszandrovna orosz nagyhercegnő harmadik leányaként, illetve negyedik gyermekeként. Három nővére közül Mária román királyné, Viktória Melitta pedig orosz nagyhercegné, valamint később de iure orosz cárné lett.
A család csak kevés időt töltött Németországban, mivel Alfréd herceg a Brit Királyi Haditengerészet tagjaként gyakran gyakorlatozott a Földközi-tengeren, és a család is elkísérte a herceget. Alexandra és testvérei így jórészt Máltán nőttek fel.
1896. április 20-án, Coburgban Alexandra feleségül ment Ernő Vilmoshoz, Hohenlohe–Langenburg uralkodó hercegéhez (1868–1950). A boldog és harmonikus házasságból öt gyermek született:
- Gottfried Hermann herceg (1897. május 24. – 1960. május 11.), Hohenlohe–Langenburg nyolcadik uralkodó hercege
- Mária Melitta hercegnő (1899. január 18. – 1957. november 8.) Vilmos Frigyes schleswig–holstein–sonderburg–glücksburgi herceg neje
- Alexandra Beatrix hercegnő (1901. április 2. – 1963. október 26.), nem házasodott meg
- Irma Ilona hercegnő (1902. július 4. – 1986. március 8.), nem házasodott meg
- Alfréd herceg (1911. április 16. – 1911. április 18.).

Az első világháború alatt Alexandra karonai kórházat nyitott Coburgban, majd a monarchia összeomlása után egy időre visszavonult a közélettől. 1937-ben a hercegné és több gyermeke is csatlakozott a Náci Párthoz, mivel a bolsevizmus ellenségeit látta bennük, akárcsak nénje, Viktória Melitta, aki szintén szimpatizált a nácikkal. Alexandra hercegnő 1942. április 16-án hunyt el, a baden-württembergi Schwäbisch Hallban.